# Энеджа, Михаил Угву
Михаил Угву Энеджа (Michael Ugwu Eneja, 1919 год, Ибагва-Ани, Колониальная Нигерия — 14 ноября 2008 год, Энугу, Нигерия) — католический прелат, епископ Энугу с 10 ноября 1977 года по 8 ноября 1996 год.

## Биография
29 июля 1951 года Михаил Угву Энеджа был рукоположён в священника, после чего служил в различных приходах епархии Энугу.
10 ноября 1977 года Римский папа Павел VI назначил Михаила Угву Энеджу епископом Энугу. 26 февраля 1978 года состоялось рукоположение Михаила Угву Энеджу в епископа, которое совершил апостольский нунций в Нигерии и титулярный архиепископ Лауриакума Джироламо Приджоне в сослужении с архиепископом Оничи Фрэнсисом Аринзе и епископом Умуахиа Антонием Гого Нведо.
8 ноября 1996 года Михаил Угву Энеджа подал в отставку. Скончался 14 ноября 2008 года в городе Энугу.